# 1455
Cette page concerne l'année 1455  du calendrier julien.
L'année 1455 est une année commune qui commence un mercredi.

## Événements
- 22 mars : départ de cap Saint-Vincent d'Alvide da Ca' da Mosto pour un premier voyage en Guinée. Il visite Madère, les Canaries, puis par le Cap Blanc, il atteint l'embouchure du Sénégal. Il rencontre le navigateur génois Uso di Mare (en) (Antoniotto Usodimare) à l'embouchure de la Gambie[1]. Ce dernier écrit dans une lettre datée du 12 décembre qu'il aurait remonté le fleuve pour y trouver de l’or et des perles mais aurait été contraint de rebrousser chemin devant l’hostilité des pêcheurs. À 70 lieues de là, il écrit avoir rencontré un prince noir et ajoute qu’il n’y a pas 300 lieues pour aller de cet endroit jusqu'aux frontières du mythique royaume du prêtre Jean. Il trouve un compatriote, descendant à ce qu’il croit des matelots de l’équipage des galères des frères Vandino et Ugolino Vivaldi (disparus lors d’une expédition menée par leurs soins à la fin du XIIIe siècle)[2], ces indications étant considérées comme très exagérées, voire fausses, par les historiens.

- Victoire de Moctezuma Ier sur les Huaxtèques. Le temple au sommet de la grande pyramide aztèque de Tenochtitlan est inauguré, et des captifs huaxtèques y sont sacrifiés les premiers[3].

- Inquiets de ses intentions autocratiques, les féodaux oïrat et mongols renversent le khan Esen et le tuent. La Mongolie connaît une période d’anarchie. Les seigneurs mongols se rendent indépendant du grand khan qui règne nominalement à Karakorum[4]. Les échanges cessent entre la Chine et la Mongolie.
- Fin du co-règne d’Amaru Tupac auprès du souverain Inca Pachacutec[5].

### Europe
- 26 janvier : le roi de Naples Alphonse d'Aragon accède à la paix de Lodi[6].
- 2 février : la Diète de Neustadt se sépare sans avoir pris de décision concernant la guerre contre les Ottomans en Europe[7].

- 23 février : la Bible de Gutenberg est le premier livre imprimé en série en Europe avec des caractères mobiles de métal[8]. Elle comporte 42 lignes par page.
- 8 avril : élection du pape Calixte III (Alphonse Borgia, fin de pontificat en 1458)[9]. Reprise des troubles à Rome menés par la famille Borgia sous son pontificat.

- 15 mai : bulle Ad summi apostolatus apicem. Le pape Calixte III ordonne d'organiser la croisade contre les Turcs[10].

22 mai : début de la Guerre des Deux-Roses, crise de succession en Angleterre (fin en 1485), déclenchée par les défaites de la guerre de Cent Ans, le gouvernement de Suffolk et l’emprise trop forte de la reine Marguerite d'Anjou. Richard d'York, devenu protecteur du royaume, s'oppose à Henri VI de Lancastre, roi légitime.

- 22 mai : Richard d'York, aidé par son beau-frère Warwick, se révolte (rose blanche) et vainc Edmond Beaufort (rose rouge) à la première bataille de St Albans. Il devient « protecteur du royaume »[11].

- 5 juin : François Villon tue Philippe Sermoise, un prêtre qui l’aurait provoqué ; blessé lui-même, il se fait panser sous le nom de Michel Mouton et quitte Paris, où il ne revient qu’en 1456 après avoir obtenu des lettres de rémission sous son vrai nom[12].
- Juin : l'amiral turc Hamza Pacha mène une flotte contre les chevaliers de Rhodes qui ont refusé de payer tribut au sultan ottoman. Il lance des opérations contre Lesbos, où le gouverneur Génois lui remet des présents, puis dévaste la campagne de Chios, Rhodes et Cos, où il assiège en vain la forteresse de Racheia pendant 22 jours. De retour à Chios, il perd une galère lors d'une émeute. Il est disgracié et remplacé par l'amiral Younis pacha et le sultan déclare la guerre à Chios (30 juin)[13].
- Août - septembre : Jean Hunyadi envahit la Valachie et oblige son prince Vladislav II à accepter la nouvelle monnaie hongroise dévaluée[14].
- 11 septembre : la peste est signalée à Châlons-sur-Marne[15].
- 5 octobre : paix entre l'Empire ottoman et la Moldavie[14]. À la suite d'une campagne navale sur les bouches du Danube, les Ottomans alliés aux Tatars soumettent le littoral moldave. Le voïévode de Moldavie Petru Aron doit payer un tribut annuel de 2000 ducats d’or au sultan ottoman Mehmed II.
- 31 octobre et 24 décembre : la flotte turque prend Phocée à la république de Gênes[16]. L'amiral Younis emmène une centaine de jeunes gens réduit en esclavage[13].
- 7 novembre : début du procès de réhabilitation de Jeanne d'Arc, instruit par Estouteville et Longueil, à Notre-Dame de Paris (fin le 7 juillet 1456)[17].
- 3 décembre : Charles de Viane est déshérité. Sa sœur Éléonore de Foix devient lieutenant général de Navarre[18].
- 17 décembre : le cardinal Ludovic Trevisan est nommé légat et amiral de la flotte pontificale à la place de l'archevêque de Tarragone, Pierre Urrea[10] ; l'expédition ne quitte Ostie qu'en juin 1456 et parvient en mer Égée en août 1456.

## Naissances en 1455
- 29 janvier: Johannes Reuchlin
- 2 août : Jean Ier Cicéron de Brandebourg, électeur de Brandebourg de 1486 à 1499 († 9 janvier 1499).
- Date précise inconnue :
  - Andrea Gritti, 77e doge de Venise († 1538).
  - Takanashi Masamori, samouraï († 1513).
  - Giovanni Ambrogio de Predis, peintre et enlumineur italien († 1522).
  - Jean Sauvage, chancelier de Flandres et de Bourgogne sous Charles Quint († 7 juin 1518).
  - Bartholomäus Zeitblom, peintre allemand († vers 1520).

## Décès en 1455
- 18 février : Guido dit Pietro dit Fra Angelico, peintre italien à Rome.
- 1er avril : Zbigniew Oleśnicki, religieux et homme d'État polonais, évêque de Cracovie de 1423 jusqu'à sa mort, régent du Royaume de Pologne pendant la minorité du roi Ladislas III Jagellon, premier cardinal polonais en 1449 (° 5 décembre 1389).
- 22 mai : Edmond Beaufort, comte de Somerset, tué à la première bataille de St Albans.
- 1er décembre : Lorenzo Ghiberti (né en 1378 ou 1381), sculpteur, orfèvre et architecte florentin.

- Vers 1455 : Antonio Pisano, dit Pisanello, peintre, médailliste et miniaturiste italien, dernier représentant du style gothique international.